# Стіві Рей Вон
Стіві Рей Вон (англ. Stevie Ray Vaughan, *3 жовтня 1954, Даллас, Техас, США — †27 серпня 1990, Іст-Трой, Вісконсин, США) — американський гітарист, співак, автор і продюсер в жанрі блюз-рок. Один з найвпливовіших гітаристів світу в своєму жанрі. У 2003 році журнал Rolling Stone нагородив Стіві Рей Вона сьомим номером в «100 найкращих гітаристів усіх часів» за версією журналу Rolling Stone, а журнал Classic Rock поставив його на третє місце в їхньому списку «100 найкрутіших героїв гітари» в 2007 році. 
Молодший брат Джиммі Вона.
Загинув під час аварії гелікоптера.

## Дискографія

### Студійні альбоми
- Texas Flood (1983)
- Couldn't Stand the Weather (1984)
- Soul to Soul (1985)
- In Step (1989)
- Family Style (1990) (із братом Джиммі Воном як The Vaughan Brothers)
- In Session (1999) (записаний разом із Альбертом Кінгом 3 грудня 1983 року)

### Концертні альбоми
- Live Alive (1986)
- In the Beginning (1992)
- Live at Carnegie Hall (1997)
- Live at Montreux 1982 and 1985 (2001)
- Live In Tokyo (2006)

### Збірники
- The Sky Is Crying (1991)
- Greatest Hits (1995)
- The Real Deal: Greatest Hits Volume 2 (1999)
- Blues at Sunrise (2000)
- SRV (2000)
- The Essential Stevie Ray Vaughan and Double Trouble (2002)
- Martin Scorsese Presents the Blues — Stevie Ray Vaughan (2003)
- The Real Deal: Greatest Hits Volume 1 (2006)
- Solos, Sessions and Encores (2007)

## Саундтреки
- сингл «Mary Had a Little Lamb» — звучить в центральній сцені культового фільму Квентіна Тарантіно «Від заходу до світанку»